# (73736) 1993 QT6
(73736) 1993 QT6 – planetoida z pasa głównego asteroid okrążająca Słońce w ciągu 4,63 lat w średniej odległości 2,78 j.a. Odkryta 20 sierpnia 1993 roku.